# 富勒頓 (內布拉斯加州)
富勒頓（英語：Fullerton）是一個位於美國內布拉斯加州南斯縣的城市。根據2010年美國人口普查，該地共人口1307人，而該地的面積約為3.38平方千米。同時該地也是南斯縣的縣治。

## 地理
富勒頓的座標為41°21′47″N 97°58′15″W / 41.36306°N 97.97083°W，而該地的平均海拔高度為502米（即1647英尺）。